# Linguiça calabresa
Linguiça calabresa é um tipo de linguiça condimentada brasileira, de origem paulista, criada na cidade de São Paulo. Surgiu no bairro do Bixiga, por imigrantes da Itália, que se inspiraram em uma linguiça encontrada da Calábria (Salsiccia di Calabria). A linguiça calabresa, consumida em todo o país, é muito adotada em pizzas, churrascos, sanduíches e feijoadas.
No Brasil, a Instrução Normativa N.º 4/2000 do Ministério da Agricultura definiu a classificação em algumas variedades de linguiça, dentre as quais as calabresa. Tal norma a define como, feito exclusivamente de carne suína, curado, adicionado de ingredientes, devendo ter o  sabor picante característico da pimenta calabresa submetidas ou não ao processo de estufagem ou similar para desidratação e ou cozimento, sendo o processo de defumação opcional".